# オレグ・オフシアンニコフ
オレグ・オフシアンニコフ（ロシア語: Оле́г Влади́мирович Овся́нников、ラテン翻字：Oleg Ovsyannikov, 1970年1月23日 - ）は、ロシア出身の男性フィギュアスケートアイスダンス選手。1998年長野オリンピックアイスダンス銀メダリスト。1998年、1999年世界フィギュアスケート選手権アイスダンスチャンピオン。パートナーはアンジェリカ・クリロワ、エレーナ・クスタロワなど。なお、ロシア語読みでは「アリェーク・アフスャーンニカフ」が近い。

## 経歴
- 1994年アンジェリカ・クリロワとカップル結成。
- 1998年長野オリンピックで銀メダルを獲得。
- 1998年、1999年世界フィギュアスケート選手権優勝。
- 1999年ヨーロッパフィギュアスケート選手権優勝。
- 1999年ISUグランプリファイナル優勝。
- 2000年アマチュアを引退しプロ転向。

## 主な戦績
- 戦績はアンジェリカ・クリロワとのカップル時。

| 大会/年            | 1994-95 | 1995-96 | 1996-97 | 1997-98 | 1998-99 |
| ------------------ | ------- | ------- | ------- | ------- | ------- |
| オリンピック       |         |         |         | 2       |         |
| 世界選手権         | 5       | 2       | 2       | 1       | 1       |
| 欧州選手権         | 3       | 2       | 2       | 2       | 1       |
| ロシア選手権       | 1       | 2       | 1       | 1       | 1       |
| GPファイナル       |         | 2       | 2       |         | 1       |
| GPスケートアメリカ |         | 2       | 1       |         |         |
| GPロシア杯         |         |         | 1       | 1       | 1       |